# Association des bibliothécaires de France
Pour les articles homonymes, voir ABF.
L’Association des bibliothécaires de France ou ABF est une association française qui regroupe des bibliothécaires professionnels et bénévoles. Elle a été fondée en 1906 sous le nom d'Association des bibliothécaires français. Reconnue d'utilité publique en 1969, elle a pris son nom actuel en 2006.
L'ABF contribue à animer une communauté de professionnels et de bénévoles du monde des bibliothèques, facilitant leur connaissance mutuelle et des échanges de bonnes pratiques. Elle participe aussi à la formation initiale et continue des bibliothécaires. Elle joue également un rôle de plaidoyer pour les bibliothèques, et plus généralement la lecture et la culture. Certaines de ses activités sont organisées au sein d'une vingtaine de groupes régionaux, d'autres, dont le congrès annuel, à l'échelle nationale. L'ABF agit également comme éditeur de la revue Bibliothèque(s) et d'ouvrages papier ou numériques. Enfin, l’ABF s’est associée depuis 1989 à l’Association des librairies spécialisées jeunesses pour l’attribution du Prix Sorcières et la mise en valeur des ouvrages lauréats.

## Historique
L'Association des bibliothécaires français est créée en 1906. Elle publie une revue dès l'année suivante : le Bulletin de l'Association des bibliothécaires français. La publication, 6 numéros par an,  parait régulièrement, y compris durant la première guerre mondiale. En 1939 le bulletin devient mensuel. Il est publié en 1940 et 1941 puis reparaît en 1946 sous le titre de Bulletin semestriel d'information de l'ABF. En 1954 il retrouve sa forme d'avant guerre sous le nom de Bulletin d'information de l'Association des bibliothécaires français. En mars 1959 se crée, au sein de l'Association la Section des petites et moyennes bibliothèques qui crée une nouvelle revue Éducation et bibliothèques, devenue en 1967 Lecture et Bibliothèques.

## Buts
Selon les nouveaux statuts adoptés en 2023, l'ABF a pour but de :
- Faire vivre et animer la communauté professionnelle des bibliothécaires, quels que soient le type d’établissement ou les fonctions occupées
- Placer les bibliothèques au cœur de la société, en leur donnant un rôle essentiel dans l’accès de tous à la culture, à l’information, à l’éducation, à la recherche, aux savoirs et aux loisirs, et dans la promotion de la lecture
- Réfléchir et prendre position sur toutes les questions d’ordre scientifique, technique et administratif concernant les bibliothèques et leur personnel
- Proposer aux autorités concernées un projet de promotion et de développement des bibliothèques de toute nature
- Promouvoir la dotation des bibliothèques en moyens humains, techniques et financiers indispensables à leurs missions
- Représenter les bibliothèques françaises auprès des institutions et organismes français, étrangers et internationaux et favoriser les échanges avec les collègues des autres pays
- Établir un code de déontologie et veiller à son application, en accord avec les principes énoncés par l’UNESCO et l’IFLA
- Favoriser par tout moyen et toute forme tant au niveau national qu’au niveau local (coordination, affiliation, inter-association…) les rapprochements avec les associations aux vocations et buts voisins[7]

## Activités
Les activités de l'ABF sont organisées au sein des groupes régionaux, des commissions et à l'échelle nationale.

### L'ABF au quotidien
Des journées d’études ou de réflexion sont régulièrement organisées par les groupes régionaux, qui proposent aussi des voyages, en France ou à l’étranger, pour découvrir d’autres bibliothèques et rencontrer des professionnels. L’ABF organise également une formation aux métiers des bibliothèques, destinée à des personnes travaillant en tant que bénévoles ou salariés de catégorie C de bibliothèques. D'une durée d'un an, cette formation est organisée par les groupes régionaux, mais certains centres peuvent ne pas ouvrir chaque année. La réussite à l'examen donne une certification professionnelle de niveau 3 d'« auxiliaire de bibliothèque ».
L’ABF mène des actions de plaidoyer au niveau local et surtout national. Elle agit à travers des communiqués de presse, des rencontres avec des décideurs ou des médias, ou en ayant une représentation permanente dans des instances consultatives.
Elle s’est associée depuis 1989 à l’Association des librairies spécialisées jeunesses pour l’attribution du Prix Sorcières et la mise en valeur des ouvrages lauréats.

### Publications
L'ABF publie la revue Bibliothèque(s), qui, en 2002, a pris la suite du Bulletin d’information de l’Association des bibliothécaires français. La périodicité de cette revue a varié : longtemps trimestrielle, elle est devenue semestrielle puis annuelle. Suspendue en 2020, la parution reprend en 2025 sur un rythme semestriel. 
L'association est également directrice de publication du Métier de bibliothécaire, publié par les éditions du Cercle de la librairie. Elle édite directement la collection Médiathèmes, avec une dizaine de volumes parus sur papier, sous forme numérique ou sous les deux formes.

### Congrès annuels
L'ABF organise tous les ans, en général en juin, un congrès national.
| Année | Ville                | Thème                                                                           |
| ----- | -------------------- | ------------------------------------------------------------------------------- |
| 2002  | Troyes               | Bibliothécaire : évolution, révolution                                          |
| 2003  | Aubagne              | Le citoyen européen et les bibliothèques : Europe, information, libertés        |
| 2004  | Toulouse             | Bibliothèques et territoires                                                    |
| 2005  | Grenoble             | Droit des bibliothèques, droit des usagers                                      |
| 2006  | Paris                | Demain, la bibliothèque...                                                      |
| 2007  | Nantes               | Les publics                                                                     |
| 2008  | Reims                | Parcours en bibliothèque : des adonaissants aux jeunes adultes                  |
| 2009  | Paris                | Usages, espaces, architecture                                                   |
| 2010  | Tours                | Économie : si on parlait d'argent ?                                             |
| 2011  | Lille                | Les bibliothèques au défi de la communication                                   |
| 2012  | Montreuil            | La bibliothèque, une affaire publique                                           |
| 2013  | Lyon                 | La bibliothèque, fabrique du citoyen                                            |
| 2014  | Paris                | Nouveaux métiers, nouvelles compétences                                         |
| 2015  | Strasbourg           | Inventer pour surmonter. Bibliothèques en tension                               |
| 2016  | Clermont-Ferrand     | Innovation en bibliothèque : sociale, territoriale et technologique             |
| 2017  | Paris                | Bibliothèques : inégalités territoriales et égalités des chances                |
| 2018  | La Rochelle          | À quoi servent les bibliothèques ?                                              |
| 2019  | Paris                | Au-delà des frontières                                                          |
| 2020  | Dunkerque            | Bibliothèques inclusives, bibliothèques solidaires ? (reporté à cause du covid) |
| 2021  | En visio sous-titrée | Bibliothèques inclusives, bibliothèques solidaires ?                            |
| 2022  | Metz                 | Les bibliothèques sont-elles indispensables ?                                   |
| 2023  | Dunkerque            | Collections - Les bibliothécaires sortent de leurs réserves                     |
| 2024  | Toulon               | Action culturelle - Bibliothécaires : la culture de l'action,                   |
| 2025  | Montreuil            | Bibliothèques & esprit critique                                                 |
| 2026  | Rennes               |                                                                                 |

## Organisation
Le conseil national est l'instance d'administration de l'association. Le président et les autres membres du bureau sont élus tous les quatre ans par le conseil national en son sein.

### Groupes régionaux
Les groupes régionaux sont les instances d’animation de l’association et d’organisation de la plupart des activités. Tous les membres sont rattachés à un groupe régional. Chaque groupe régional désigne un comité régional, composé de six à vingt membres,. Chaque comité est animé par un président ou deux coprésidents. Le conseil national est constitué, avec voix délibérative, des présidents (ou d'un coprésident) des différents comités régionaux.

### Commissions
Les commissions sont des groupes de travail de l'association. Les responsables des différentes commissions participent, avec voix consultative, au conseil national.

## Liste des présidents
- 1906-1908 : Joseph Deniker (bibliothécaire du Muséum national d'histoire naturelle)
- 1908-1910 : Charles Mortet (conservateur, bibliothèque Sainte-Geneviève)
- 1910-1912 : Henry Martin (conservateur, bibliothèque de l'Arsenal)
- 1912-1914 : Charles Mortet (conservateur, bibliothèque Sainte-Geneviève)
- 1914-1916 : Henri Michel (conservateur, bibliothèque Mazarine)
- 1916-1918 : Paul Marais (conservateur, bibliothèque Mazarine)
- 1918-1919 : Eugène Morel (conservateur, BN)
- 1919-1921 : Ernest Coyecque (conservateur, inspecteur des bibliothèques de la Ville de Paris)
- 1921-1923 : Henry Martin (conservateur, bibliothèque de l'Arsenal)
- 1923-1925 : Ernest Coyecque (conservateur, inspecteur des bibliothèques de la Ville de Paris)
- 1925-1927 : Gabriel Henriot (conservateur, bibliothèque Forney)
- 1927-1928 : Paul-André Lemoisne (conservateur, BN, dép. Estampes)
- 1928-1929 : Henri Lemaître (rédacteur en chef, Revue des bibliothèques)
- 1929-1931 : Émile Dacier (conservateur, BN, dép. Entrées)
- 1931-1933 : Paul-André Lemoisne (conservateur, BN, dép. Estampes)
- 1933-1935 : Jean Babelon (conservateur, BN, dép. Monnaies et Médailles)
- 1933-1938 : Amédée Britsch (conservateur, faculté de droit de Paris)
- 1938-1940 : Henri Vendel (conservateur, bibliothèque de Châlons-sur-Marne)
- 1940-1943 : André Martin (conservateur, BN, dép. Imprimés)
- 1943-1945 : Pierre Lelièvre (conservateur, BU Paris, bibliothèque d'art et d'archéologie)
- 1945-1947 : Myriem Foncin (conservatrice, BN, dép. Cartes et Plans)
- 1947-1949 : André Hahn (conservateur, BU Paris, Bibliothèque de la Faculté de médecine)
- 1949-1951 : Robert Brun (conservateur, inspecteur général)
- 1951-1953 : André Hahn (conservateur, BU Paris, Bibliothèque de la Faculté de médecine)
- 1953-1955 : Pierre Josserand (conservateur, BN, dép. des Imprimés)
- 1955-1958 : Maurice Piquart (conservateur, bibliothèque de l'université de Paris)
- 1958 : Louis-Marie Michon (conservateur, BN, dép. de la Musique)
- 1958-1961 : Myriem Foncin (conservatrice, BN, dép. Cartes et Plans)
- 1961-1964 : Henriot Marty (bibliothécaire et archiviste de la Chambre de commerce et d'industrie de Paris)
- 1964-1969 : Suzanne Honoré (conservatrice, BN, dép. des Entrées)
- 1969-1970 : Louis Desgraves (conservateur, BM Bordeaux)
- 1970-1972 : Noë Richter (conservateur, École nationale supérieure de bibliothécaires)
- 1972-1975 : Roger Pierrot (conservateur, BN, dép. des Imprimés)
- 1975-1982 : Marc Chauveinc (conservateur, bibliothèque universitaire de Grenoble)
- 1982-1985 : Jean-Claude Garreta (conservateur, BN, bibliothèque de l'Arsenal)
- 1985-1989 : Jacqueline Gascuel (conservatrice, bibliothèque centrale de prêt des Yvelines)
- 1989-1994 : Françoise Danset (conservatrice, bibliothèque départementale du Val d'Oise)
- 1994-2000 : Claudine Belayche (conservatrice, BM Angers)
- 2000-2003 : Gérard Briand (conservateur, Service interétablissements de coopération documentaire des universités de Bordeaux)
- 2003-2007 : Gilles Éboli (conservateur, BM Aix-en-Provence)
- 2007-2009 : Dominique Arot (conservateur, BM Lille)
- 2010-2012 : Pascal Wagner (bibliothécaire, BM Saint-Jean-de-Vedas)
- 2013-2015 : Anne Verneuil (bibliothécaire, BM Anzin)
- 2016-2018 : Xavier Galaup (conservateur, BDP Haut-Rhin)
- 2019-2021 : Alice Bernard (contractuelle, assistante de conservation, BM Saint-Avertin, puis chargée de mission conseillère numérique, BD d'Indre-et-Loire)
- depuis 2022 : Hélène Brochard[23], (conservateur, BM Villeneuve d'Ascq)

## Prises de position et engagements
L'association publie régulièrement des communiqués et des prises de positon en phase avec l'actualité.
L'ABF a adopté l'écriture inclusive.
En 2020 l'ABF a condamné l'annulation de l'invitation de Rokhaya Diallo à la médiathèque Grand M de Toulouse, en rappelant que si un tel événement a été annulé pour cause de divergence d'opinion il s'agit d'un « manquement au devoir de neutralité et bien de « censure », ce qui va à l’encontre de ce que l’ABF défend depuis de nombreuses années ».
Depuis 2012 la commission Légothèque de l'ABF a pour but de "souligner le rôle d’accompagnement des bibliothèques dans la construction des individus en leur donnant accès à des collections, des espaces et des services. C’est par ce biais qu’ils ou elles peuvent interroger, construire et affirmer ce qu’ils ou elles sont, souhaitent être, se pensent être". Légothèque s'engage en particulier sur l'interculturalité et le multiculturalisme, les questions de genre et l'orientation sexuelle et sentimentale. Légothèque a ainsi rédigé le numéro 100 de Bibliothèques (la revue de l'ABF) qui propose 100 idées pour les bibliothèques, incluant des toilettes inclusives, la lecture de contes pour les enfants par des Drag Queens, la participation au mois des fiertés LGBT ou encore des ateliers de conversations avec des migrants.
À l'occasion des élections législatives de juin et juillet 2024, l’ABF et 9 autres associations professionnelles, réaffirmaient le socle des valeurs fondamentales des bibliothèques et du service public. « À l’issue du résultat de ces élections, l’association s’engage plus que jamais à défendre ces valeurs intangibles auprès du nouveau gouvernement, tout comme elle réaffirme ses missions d’espace de réflexions, de rencontres, de partages et de production d’outils pour accompagner au mieux la profession. » 